# Coelichneumon jejunus
Coelichneumon jejunus är en stekelart som först beskrevs av Cresson 1864.  Coelichneumon jejunus ingår i släktet Coelichneumon och familjen brokparasitsteklar. Inga underarter finns listade i Catalogue of Life.